# 海能达
海能达通信股份有限公司（英語：Hytera，深交所：002583，简称海能达）是中国深圳一家无线电产品制造商，成立于1993年，主要产品为基于DMR、TETRA、MPT-1327等标准制造的无线电设备。海能达集团是全球第二大无线电终端生产商，市场份额占12.6%以上。海能达也是中国警用数字集群（PDT）标准的主要贡献商之一。

## 位置和子公司
该公司的总部在中国深圳。在全球建有深圳、哈尔滨、南京、鹤壁、东莞松山湖、德国巴特明德、英国剑桥、西班牙萨拉戈萨、加拿大温哥华、多伦多共10个研发中心。

## 发展过程

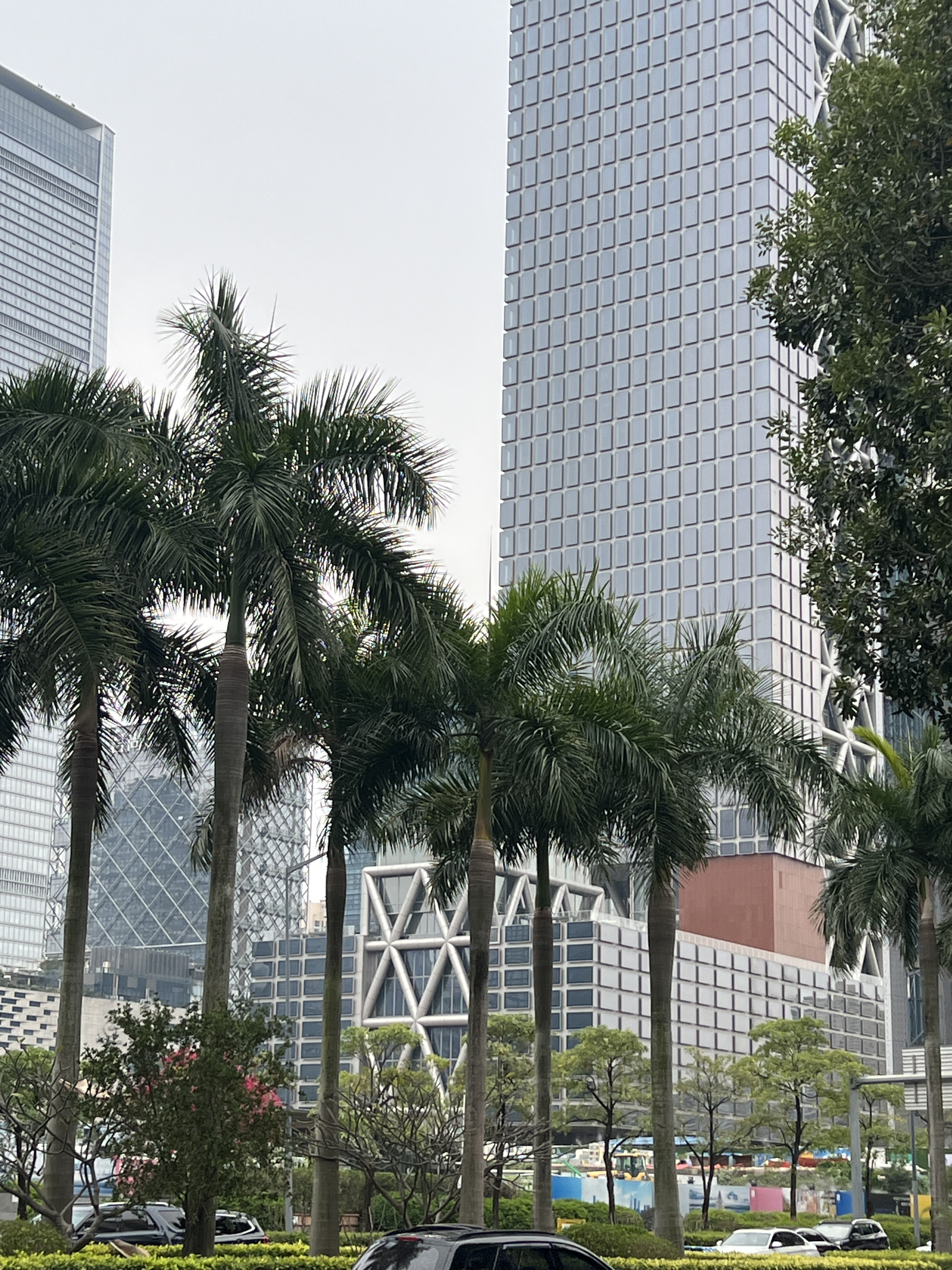
海能达深圳后海大厦

海能达创始人陈清州为福建省泉州市南安市人，1992年开始在深圳华强北从事对讲机销售工作。1993年，海能达前身深圳市好易通科技有限公司成立，品牌名称“HYT”、“好易通”。
2010年3月，深圳市好易通科技完成股改，正式将集团名称与品牌更名为Hytera，中文名海能达。原深圳市好易通科技有限公司继续保留，作为海能达通信股份有限公司下属子公司运营。“HYT”则继续用于模拟及商用产品品牌。
2017年3月15日，海能达的两家全资子公司美国公司和美西公司收到美国伊利诺伊州法院送达的诉状，摩托罗拉及摩托罗拉马来西亚公司起诉公司及美国公司、美西公司商业秘密侵权，认为公司部分产品侵犯了摩托罗拉商业秘密。另一方面，2017年11月14日，海能达在中国，将摩托罗拉系统（中国）投资有限公司、摩托罗拉系统（中国）有限公司、摩托罗拉系统（中国）有限公司北京分公司诉至北京知识产权法院，请求法院判令摩托罗拉方面停止滥用市场支配地位的垄断行为并赔偿损失。双方诉讼持续多年。2022年6月，海能达向中国深圳市中级人民法院提起诉讼，寻求宣告式判决，认定其H系列产品未侵犯摩托罗拉系统公司的商业秘密和版权。
2024年4月2日，海能达因未遵守法庭要求其退出并撤回其在2022年6月向深圳市中级人民法院提起的诉讼，被美国伊利诺伊州北区地方法院下达蔑视法庭制裁令，禁止在全世界销售任何带有对讲技术的产品。4月17日制裁令暂停执行，海能达恢复销售。